# Морская чернеть
Морска́я че́рнеть (лат. Aythya marila) — среднего размера водоплавающая птица семейства утиных, относительно крупный нырок. Гнездится на зарастающих озёрах и травянистых болотах в кустарниковой тундре, лесотундре и северной тайге Евразии и Северной Америки. Гнёзда строит на земле возле воды, среди зарослей осоки. Перелётная птица, зимует вдоль морских побережий умеренных широт. Питается преимущественно моллюсками и зелёными частями водных растений, которые достаёт со дна водоёмов. Вне сезона размножения держится малыми или большими стаями, которые в отдельных случаях могут достигать нескольких тысяч особей. Гнездится парами либо небольшими свободными группами.
Объект охотничьего промысла. В целом обычный и многочисленный вид, хотя в Скандинавии и Исландии (где ранее эта утка доминировала на озере Мюватн) в последние годы отмечено значительное сокращение популяции.

## Описание
Достаточно крупная нырковая утка плотного телосложения с округлой головой, широким туловищем и короткой шеей. Длина тела 42—52 см; вес самцов 744—1372 грамм, самок 690—1312 грамм. В окрасе ярко выраженный половой диморфизм. Оперение селезня контрастное чёрно-белое — чёрные перья головы, шеи, передней части груди, поясницы и надхвостья чередуются белыми перьями на задней части груди и брюхе. Первостепенные маховые и хвост серовато-бурые, второстепенные белые с чёрными вершинами. Спина и кроющие крыла рябые, с частым чередованием серого и белого цвета. Бока отчасти белые, а отчасти буроватые с белыми пестринами. Подхвостье и испод крыла черновато-бурые с белыми крапинами. Клюв голубовато-серый с небольшим чёрным «ноготком». Ноги также голубовато-серые, радужина золотисто-жёлтая. В брачном наряде на голове самцов хорошо заметен фиолетовый либо зеленоватый отлив. Самка окрашена преимущественно коричневые и бурые тона, более светлые по бокам и на груди. Вокруг основания клюва заметно широкое белое кольцо перьев. От края глаз к уху тянется тонкая беловатая полоска. Молодые птицы очень похожи на самок.
Морская чернеть имеет близкое родство и заметное сходство с хохлатой чернетью в Восточном полушарии и малой морской чернетью в Западном. От обеих видов она отличается большими размерами. По сравнению с хохлатой чернетью самец морской чернети выделяется струйчатой рябью спины, отсутствием хохолка и зеленоватым либо фиолетовым отливом на голове. Отличительная черта самки — широкая белая полоса вокруг клюва. Отличия от малой морской чернети менее заметны — помимо значительной разницы в размере, у последней также имеется на голове небольшой торчащий хохолок, подхвостье не черновато-бурое, а светлое с тёмными полосками, а, крыло более тёмное.
С воды поднимается легко и летит быстро, делая частые взмахи крыльями. Прекрасно ныряет. Самец обычно молчалив, однако во время ухаживания издаёт повторяющийся носовой свист или воркование, похожий на голос хохлатой чернети, только более низкий. Грубое карканье самки напоминает более глубокое, растянутое и хриплое карканье самки хохлатой чернети.

## Распространение

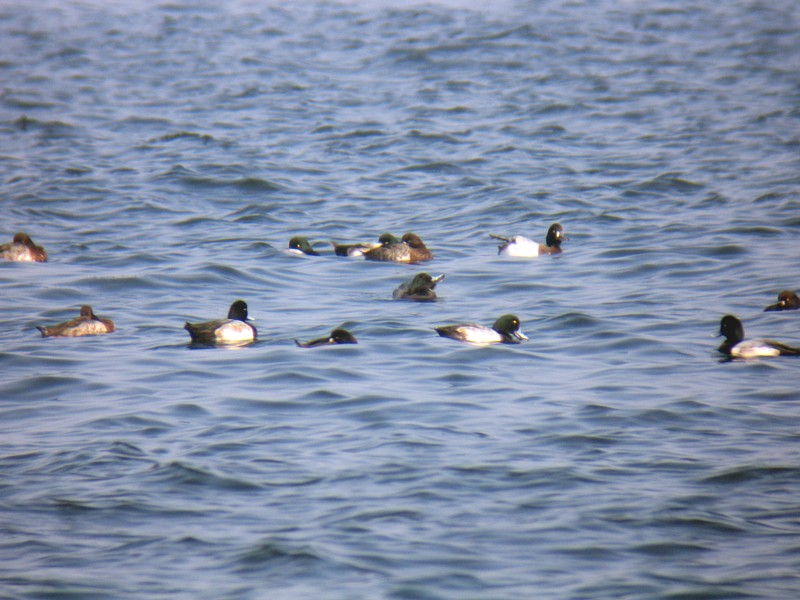
Стая морских чернетей

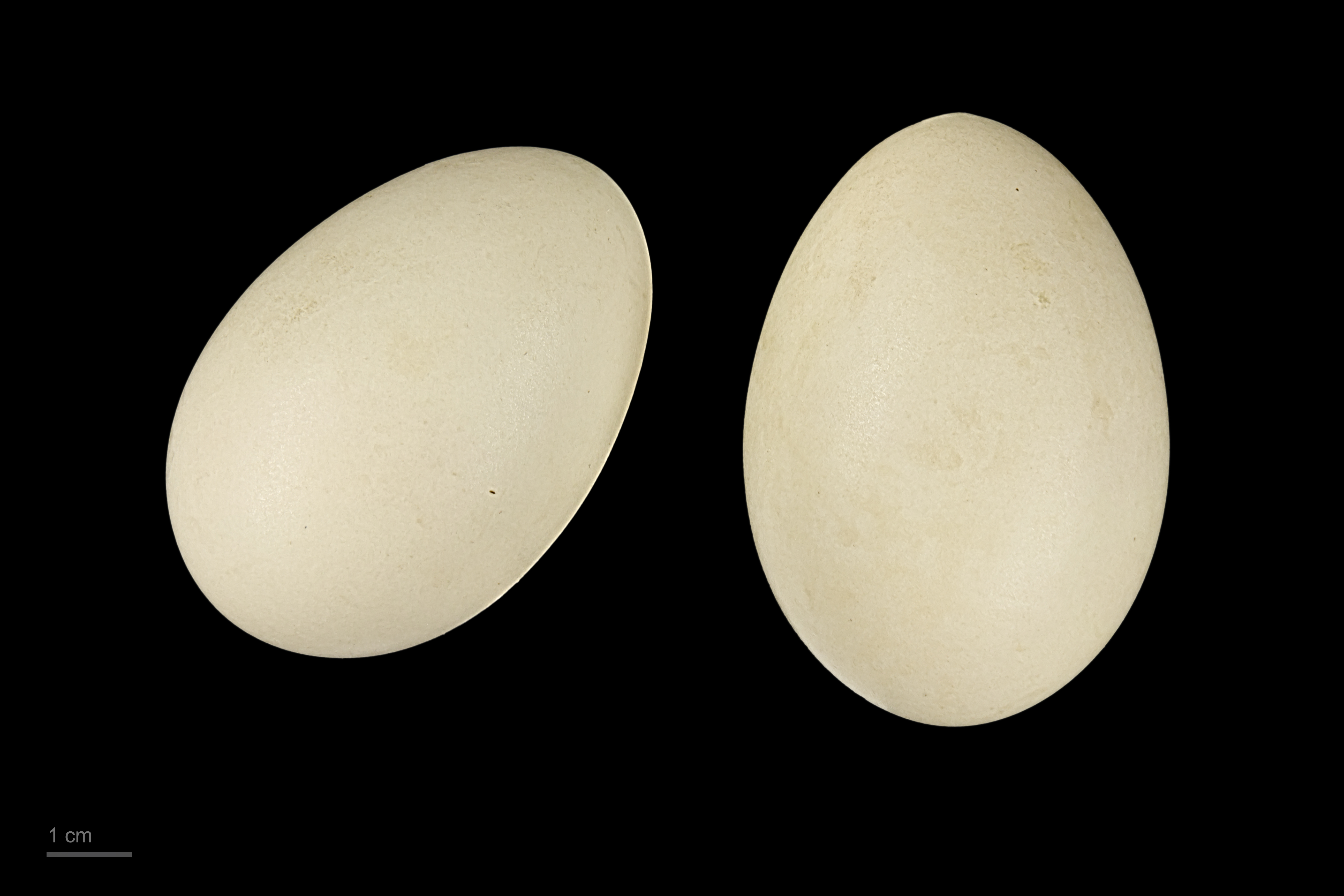
яйцо Aythya marila — Тулузский музеум

### Ареал
Морская чернеть — наиболее северный вид из рода чернетей, гнездящийся в субарктических и арктических широтах Евразии и Северной Америки. В Скандинавии поднимается приблизительно до 70-й параллели, отсутствуя лишь на самой северной части полуострова. На российском Севере встречается западнее Урала до побережья Северного Ледовитого океана, на Ямале до 70° с. ш., на Гыданском полуострове до 71° с. ш., на Таймыре до 74° с. ш., восточнее до устья Колымы и южного подножия Анадырского хребта до 71° с. ш. На американском континенте гнездится на Аляске до залива Коцебу, восточнее до морского побережья. Южная граница гнездового ареала захватывает лесотундру и северную границу тайги. За пределами материков обитает в Исландии, на Аландских, Командорских, Курильских, Алеутских островах, на Сахалине, островах Эланд и Готланд.

### Местообитания
В сезон размножения населяет кустарниковую тундру, лесотундру и северную тайгу, где встречается на различных проточных водоёмах с заросшими берегами от небольших мелководных болот и речек до крупных озёр. В Скандинавии гнездится вдоль узкого берёзового пояса. Часто встречается в компании других северных уток — хохлатой чернети, синьги (Melanitta nigra), турпана, морянки, в Америке малой хохлатой чернети. Кормовой биотоп — богатые моллюсками и растительностью водоёмы глубиной не более 6 м.

### Миграция
Преимущественно перелётная птица, зимует на морских побережьях умеренных широт, в том числе на Чёрном, Азовском и Каспийском морях, у южного Сахалина. Во время осенней миграции стаи самцов и самок разбиваются — как правило, селезни выбирают более северные широты. Небольшие оседлые популяции отмечены вдоль южных берегов Аляски, на юго-западе Исландии. Зимой держится на море недалеко от берега, где глубина не превышает 10 м, отдавая предпочтение узким заливам, лагунам и эстуариям. Часто встречается возле выходов сточных вод. Иногда залетает в устья рек и близлежащие пресноводные озёра. На внутренних водоёмах вдали от побережий встречается редко. Молодые, не достигшие половой зрелости птицы часто остаются в местах зимовок на всё лето.

## Размножение

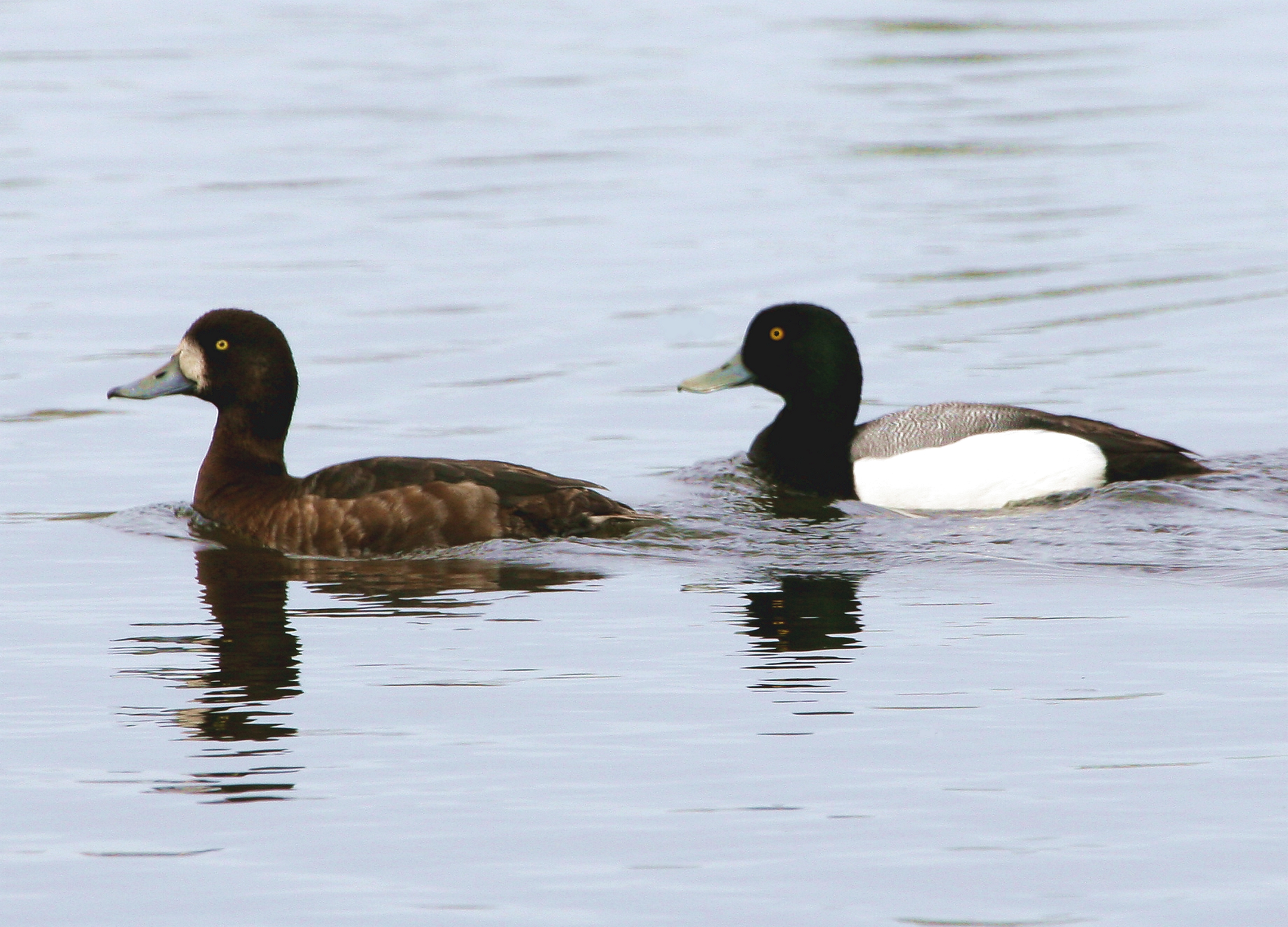
Пара чернетей

Начало сезона размножения приходится на конец мая — начало июня, когда земля освобождается от снега. Пары часто образуются ещё до прибытия к местам гнездовий, однако поскольку самцы обычно зимуют отдельно, то по прилёте приступают к токованию. В процессе ухаживания селезни ведут себя демонстративно — плавают возле уток, распушив перья и периодически закидывая голову. При этом самцы «воркуют» — издают хриплый носовой свист. Чернети самостоятельных колоний не образуют, но иногда гнездятся небольшими свободными группами и неподалёку от колоний чаек и крачек.
Гнездо представляет собой углубление в земле, выложенное прошлогодней травой и пухом, и обычно располагается в сухом месте среди кочек и недалеко от воды, в зарослях осоки, в тени кустарника или каменистой расщелине. Реже гнездо устраивается прямо на воде под нависшими ветвями ивы, и в этом случае выглядит как высокая куча травы с лотком. Диаметр гнезда 25-30 см, высота до 17 см и выше. Кладка состоит из 8—11 грязно-оливковых яиц, отложенных поочерёдно с суточным интервалом. Насиживает и ухаживает за потомством только самка, в то время как самец в период линьки откочёвывает и сбивается в однополые стаи. Период инкубации составляет 26-28 дней, покрытые пухом птенцы появляются синхронно в течение суток. Первые 2 недели — особо трудный период для выводка: около трети птенцов погибает вследствие деятельности хищников, в основном чаек. Через 35 — 42 после вылупления птенцы приобретают способность к полёту. Осенний отлёт приходится на середину августа.

## Питание
Рацион смешанный и примерно в равной доли состоит из растительных и животных кормов. Важную роль, особенно в зимнее время, составляют моллюски: мидии, макомы (Macoma), сердцевидки (Cardium), гидробии (Hydrobia), затворки (Valvata), перловицы (Unio), беззубки (Anodonta) и др. Кроме того, питается рачками, личинками водных насекомых, мелкой рыбой, дождевыми червями, а также вегетативными частями (корневищами, листьями и семенами) водных растений.

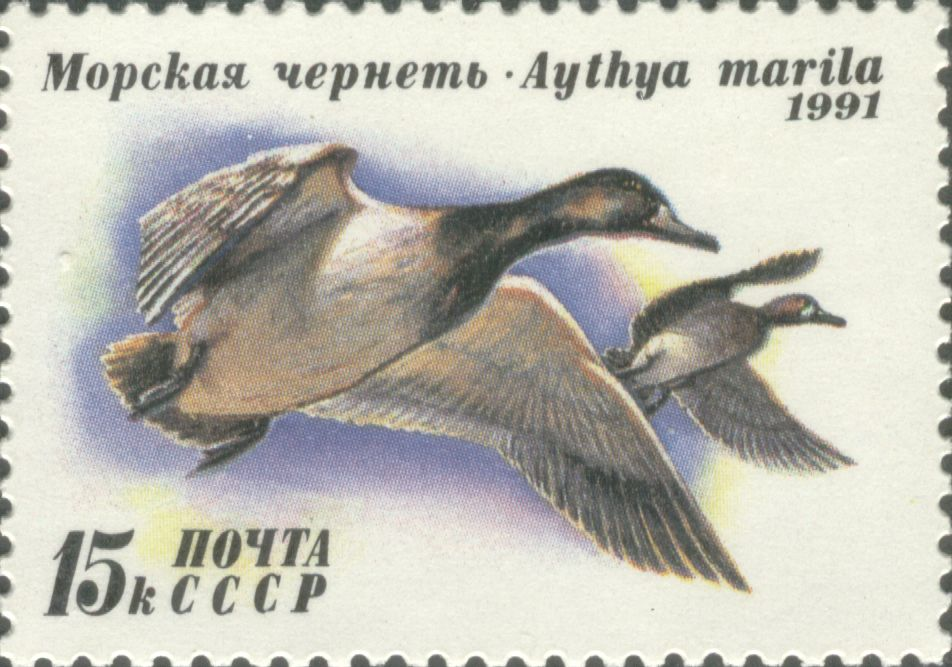
Почтовая марка, 1991 год

## Подвиды
Выделяют 2 подвида морской чернети. Номинативый подвид A. m. marila Linnaeus 1761 распространён в северной Палеарктике. Американский подвид A. m. nearctica отличается от номинативного более интенсивным струйчатым рисунком на спине и плечах.